# Gouverneurswahl in Massachusetts 1917
Die Gouverneurswahl in Massachusetts 1917 fand am 6. November 1917 statt, um den Gouverneur sowie den Vizegouverneur des US-Bundesstaates Massachusetts für das nächste Jahr zu bestimmen. Gouverneur Samuel W. McCall und Vizegouverneur Calvin Coolidge (beide Republikaner) wurden mit 58,3 % (McCall) bzw. 60,4 % (Coolidge) wiedergewählt.

## Vorwahlen

### Demokraten
| Kandidat            | Amt                       | Stimmen | Anteil |
| ------------------- | ------------------------- | ------- | ------ |
| Frederick Mansfield | Kandidat für das Amt 1916 | 44.155  | 99,9 % |
| Sonstige            |                           | 27      | 0,1 %  |

| Kandidat     | Amt | Stimmen | Anteil |
| ------------ | --- | ------- | ------ |
| Matthew Hale |     | 6.518   | 98,9 % |
| Sonstige     |     | 73      | 1,1 %  |

### Republikaner
| Kandidat           | Amt                       | Stimmen | Anteil |
| ------------------ | ------------------------- | ------- | ------ |
| Samuel W. McCall   | Amtsinhaber               | 82.641  | 77,3 % |
| Grafton D. Cushing | Ehemaliger Vizegouverneur | 24.212  | 22,7 % |
| Sonstige           |                           | 3       | 0 %    |

| Kandidat        | Amt         | Stimmen | Anteil |
| --------------- | ----------- | ------- | ------ |
| Calvin Coolidge | Amtsinhaber | 95.858  | 100 %  |
| Sonstige        |             | 9       | 0 %    |

## Ergebnisse

### Gouverneur
| Partei                 | Kandidat            | Stimmen | Anteil | Veränderung |
| ---------------------- | ------------------- | ------- | ------ | ----------- |
| Republikanische Partei | Samuel W. McCall    | 226.145 | 58,3 % | ▲5,8        |
| Demokratische Partei   | Frederick Mansfield | 135.676 | 35,0 % | ▼8,7        |
| Socialist Party        | John McCarty        | 16.608  | 4,3 %  | ▲2,3        |
| Socialist Labor Party  | James Hayes         | 5.243   | 1,4 %  | ▲0,7        |
| Prohibition Party      | Chester Lawrence    | 4.265   | 1,1 %  | ▬           |

### Vizegouverneur
| Partei                 | Kandidat              | Stimmen | Anteil | Veränderung |
| ---------------------- | --------------------- | ------- | ------ | ----------- |
| Republikanische Partei | Calvin Coolidge       | 223.157 | 60,4 % | ▲4,3        |
| Demokratische Partei   | Matthew Hale          | 121.426 | 32,9 % | ▼6,4        |
| Socialist Party        | Sylvester J. McBridge | 19.410  | 5,3 %  | ▲2,7        |
| Socialist Labor Party  | Fred E. Oelcher       | 5.633   | 1,5 %  | ▲0,9        |
| Sonstige               |                       | 4       | 0 %    | ▬           |